# Lomas de Teocaltzingo
Lomas de Teocaltzingo är en ort i kommunen Ocuilan i delstaten Mexiko i Mexiko. Samhället hade 841 invånare vid folkräkningen år 2020.